# Gardenia propinqua
Gardenia propinqua là một loài thực vật có hoa trong họ Thiến thảo. Loài này được Lindl. mô tả khoa học đầu tiên năm 1826.